# الکس مونتگومری
الکس مونتگومری (انگلیسی: Alex Montgomery؛ زادهٔ ۱۲ نوامبر ۱۹۸۸) بازیکن بسکتبال اهل ایالات متحده آمریکا است.